# Peștera Cizmei
Peștera Cizmei este o arie protejată de interes național ce corespunde categoriei a III-a IUCN (monument al naturii) situată în Cheile Ribicioarei, comuna Ribița în județul Hunedoara.
Peștera este apreciată datorită desenelor rupestre (neolitic) descoperite în galeria superioară și ale fragmentelor ursului de peșteră din sala de la baza cavernamentului.